# Ross H. Spencer
Pour les articles homonymes, voir Spencer.
Spencer H. Ross, né en 1921 à Hughart (en), en Virginie-Occidentale, et mort en 1998 à Youngstown, en Ohio, est un écrivain américain, auteur de romans policiers.

## Biographie
Il naît en 1921 à Hughart, un secteur non constitué en municipalité de l'État américain de la Virginie-Occidentale, mais grandit à Youngstown en Ohio.
Durant la Seconde Guerre mondiale, il sert dans la 37e division d'infanterie et participe notamment à la campagne de Bougainville. Il est décoré d'une Bronze Star. Démobilisé, il s'installe après la guerre à Chicago, car il est devenu un fan de l'équipe de baseball de cette ville, les Cubs de Chicago.
Il amorce en 1978 une carrière de romancier avec la publication de The Dada Caper, la première aventure d'une série de romans consacrés aux enquêtes de Chance Purdue, un détective privé de Chicago. Tout en poursuivant cette série, il en signe une seconde avec pour héros un autre détective, Lacey Lockington, et écrit en marge plusieurs romans mettant en scène d'autres détectives, comme Buzz Deckard dans La Capture du fou (The Missing Bishop), son unique traduction en français dans la collection Polar U.S.A. en 1991.
Il meurt en 1998 à Youngstown.

## Œuvre

### Romans

#### Série Chance Purdue
- The Dada Caper (1978)
- The Reggis Arms Caper (1979)
- The Stranger City Caper (1980)
- The Abu Wahab Caper (1980)
- The Radish River Caper (1981)

#### Série Lacy Lockington
- The Fifth Script (1989)
- The Devereaux File (1990)
- The Fedorovich File (1991)

#### Autres romans
- Echoes of Zero (1981)
- The Missing Bishop (1985) Publié en français sous le titre La Capture du fou, traduction de Joëlle Girardin, Paris, Éditions Gérard de Villiers, coll. « Polar U.S.A. » no 52, 1991
- Monastery Nightmare (1986)
- Kirby's Last Circus (1987)
- Death Wore Gloves (1988)